# حمام السلطان أمير أحمد
حمام السلطان أمير أحمد (بالفارسية: حمام سلطان امیر احمد) هو حمام تاريخي يعود إلى القاجاريون، ويقع في كاشان.